# 미슐링

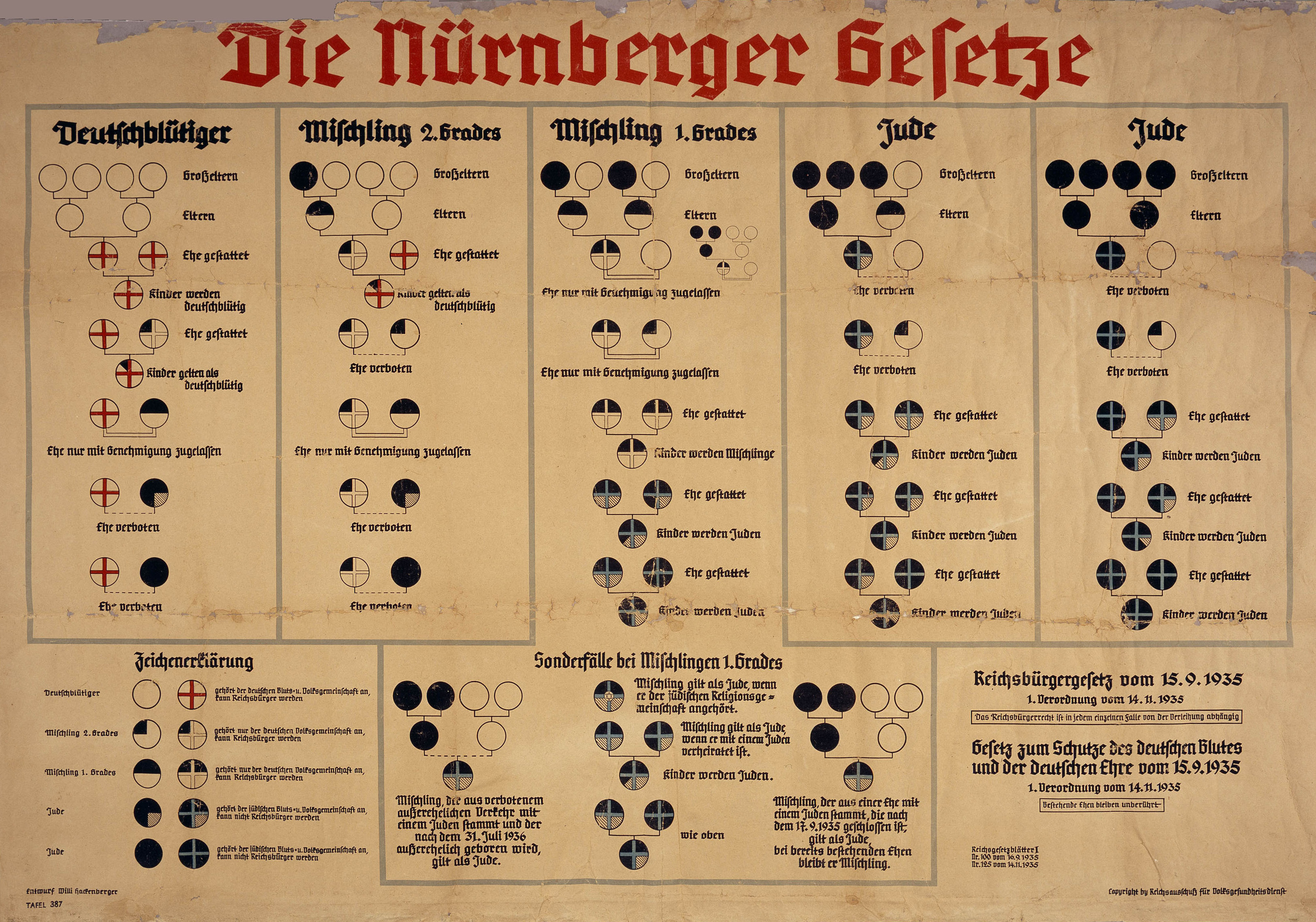
1935년 뉘른베르크법에서 규정한 독일인, 2급 혼혈인, 1급 혼혈인, 유대인의 분류를 나타낸 당시의 도표

미슐링(독일어: Mischling, 영어: mix-ling)은 나치 독일에서 "아리아인"(독일인)과 비-아리아인(주로 유대인) 간의 혼혈로 태어난 사람을 분류하기 위해 사용한 용어로, 1935년 뉘른베르크 법에서 이들에 대한 정확한 정의가 규정되었다. '미슐링'은 본래 독일어에서 혼혈인을 나타내는 일반명사로서, 2차 대전 종전 이후에도 여러 혼혈아를 가리키기 위해 사용된 말이다.

## 나치 정권 하의 정의
나치 독일 정권은 유대인을 사회에서 배제시키기 위한 여러 규정을 만들면서 인종 구분을 확실히 정의할 필요성을 느끼게 되었다. 물론 이를 명확하게 분류할 방법이 없었으므로 보통 현재를 기준으로 추적가능한 조상들이 어떠한 정체성을 가지고 있었는지를 판단 기준으로 삼았을 것이다. 결국 공직추방법과 뉘른베르크법에서 확립된 인종 구분은 크게 "독일인", "1급 미슐링(혼혈인)", "2급 미슐링(혼혈인)", "유대인"으로 나뉘었으며, 각각 가계도상 얼마나 많은 혈통이 독일인 또는 유대인인가에 의해 분류가 결정되었다. 또한 이 구분에서 종교나 자기 정체성은 전혀 고려하지 않았다. 이에 따르면 "완전한 유대인"은 조부모 중 3명 이상이 유대인인 사람이었고, 조부모 중 1~2명이 유대인인 사람은 혈통 뿐 아니라 공동체, 부모의 혼인 상태 등 여러 규정에 의해 1급 미슐링, 2급 미슐링, 유대인 중 하나로 분류되었다. 이들 미슐링에 관하여서는 세부적인 규칙이 점점 추가되었고 반제 회의에서 정의가 확립되었다.
이들은 타 인종집단과의 혼인에 있어 여러 제약이 있었으며 사회적 차별을 겪었다. 이들은 재심사를 통해 아리아인이나 높은 계급의 인종으로 다시 분류해줄 것을 청원할 수 있었으나 인정되는 경우가 드물었다. 한편 공로가 있는 소수의 유대계 사람에게는 아리아인 또는 명예 아리아인으로의 재분류가 인정되기도 했는데, 에르하르트 밀히의 경우가 잘 알려져 있다.
1939년 독일 인구조사에 의하면 국민 중 약 72,000명의 1급 혼혈인, 39,000명의 2급 혼혈인이 있었다. 그보다 더 적은 비율의 유대인 혈통을 가진 사람은 적어도 수만 명이 넘었을 것으로 추산되나, 이들은 당국의 분류에 따르면 "아리아인"으로 간주되었다.

## 실제 혼혈 인구와의 차이
그러나 실제로 혼혈이었던 많은 이들이 유대인 혈통을 숨기고 살아갔을 것으로 추정되며, 구분 또한 모호한 점이 많았다. 역사학자 브라이언 마크 리그는 제2차 세계 대전 당시 유대계 혈통을 가지고 독일군에 복무한 사람의 수만 최대 160,000 명에 달할 것으로 추산하였다. 또한 많은 경우 독일의 점령지, 특히 동유럽의 점령지에서는 혼혈 혈통을 가졌던 사람들을 일일이 유대인과 구분하지 않았고, 알 수 없는 수의 많은 '혼혈'계 사람들이 단순히 유대인으로 여겨져 학살당했다.

## 나치 정권 하의 미슐링 목록
- 에르하르트 밀히: 루프트바페 원수. 아리아인으로 재분류됨.
- 헬무트 빌베르크(Helmuth Wilberg): 루프트바페 대장. 명예 아리아인으로 선언됨.
- 베른하르트 로게(Bernhard Rogge): 독일 전쟁해군 중장
- 에밀 모리스(Emil Maurice): 나치당과 슈츠슈타펠의 창립 멤버. 명예 아리아인으로 선언됨.
- 멜리타 솅크 그래핀 폰 슈타우펜베르크: 루프트바페 시험비행사
- 슈테파니 폰 호헨로헤(Stephanie von Hohenlohe): 독일 스파이. 명예 아리아인으로 선언됨.
- 헬레네 마이어(Helene Meyer): 1936년 올림픽 펜싱 메달리스트
- 루디 발(Rudi Ball): 1936년 올림픽 아이스하키 독일 국가대표

## 같이 보기
- 뉘른베르크법